# Ébrard de Watten
Ébrard de Watten (en latin : Ebrardus Watinensis) est un chroniqueur français de la deuxième moitié du XIe siècle.
Chanoine de l'abbaye de Watten dans le comté de Flandre, il est l'auteur d'une chronique de son monastère intitulée Chronicon Watinense, qu'Edmond Martène et Ursin Durand publieront aux XVIe et XVIIe siècles d'après un manuscrit de l'abbaye des Dunes.
Sa chronique, écrite vers 1080, est très importante pour l'histoire de la Flandre.